# Arroyo de Zapata
El arroyo de Zapata es un curso de agua uruguayo ubicado en el departamento de Treinta y Tres.
Nace en la cuchilla de Cerro Largo, pasa sobre la localidad de Costas del Tacuarí y después de recorrer unos 30 kilómetros desemboca en la laguna Merín.
Este curso que es importante para el riego de arroz no es navegable y se usa como balneario por los habitantes de la zona.
- Datos: Q703595